# Mannerheimkorset

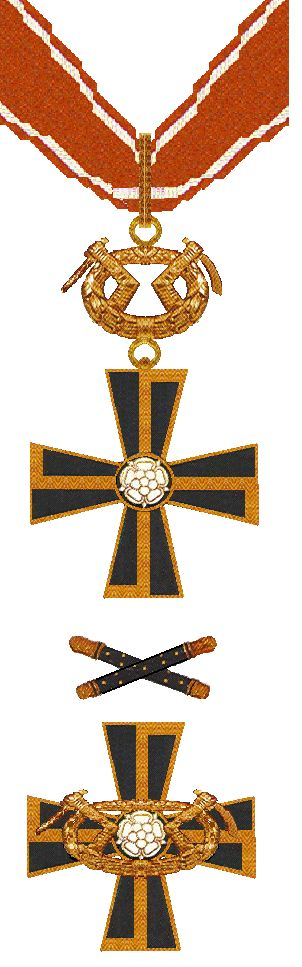

Efter vinterkrigets slut 1940 instiftades i Finland medaljen Mannerheim-korset till Frihetskorsets orden. Den som mottagit medaljen tituleras därefter Mannerheimkorsets riddare. Medaljen finns i två klasser, och är Finlands högsta militära utmärkelse:
1. klass av Mannerheimkorset, vilken givits endast till Mannerheim själv och till infanterigeneral Erik Heinrichs, befälhavaren på karelska fronten och senare chef för Högkvarterets generalstab i S:t Michel under fortsättningskriget 1941-1944.
2. klass av Mannerheimkorset, som utdelades till 191 personer under krigsåren.

Korsets utformning för tankarna till Karelens landskapsvapen med en arm som håller ett västerländskt rakt svärd och en arm som håller en österländsk kroksabel.

## Förteckning över Mannerheimriddare
Först anges det ordningstal för vilka de tilldelades utmärkelsen, efter namnet kommer militärgraden vid utnämningstillfället (för de som fick utmärkelsen två gånger har använts den grad de hade vid det senare tillfället), samt dagen för givandet av utmärkelsen. Av riddarna var drygt 20 finlandssvenskar, de är markerade med fet stil.

### 1:a och 2:a klassens Mannerheimkors

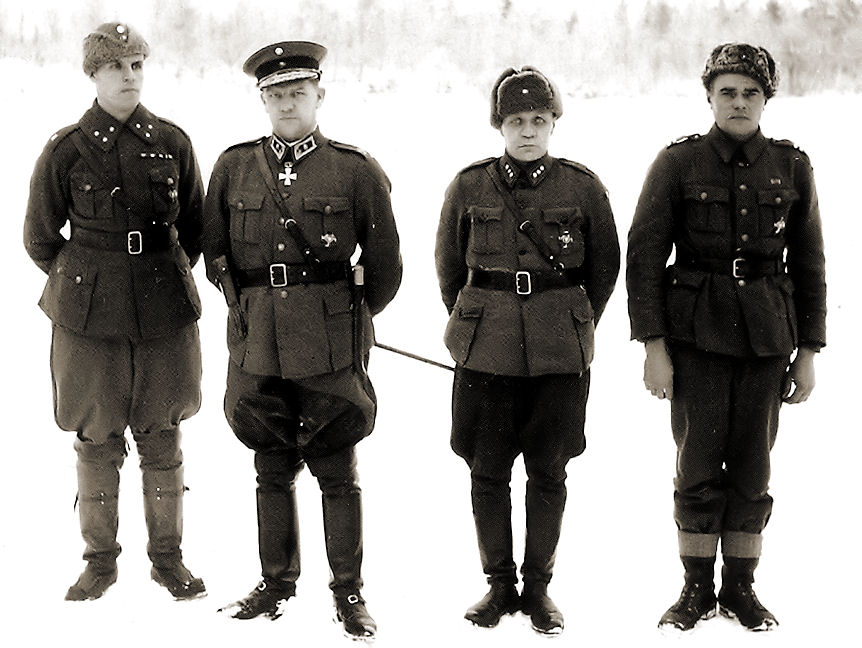
Kapten Eero Kivelä, Generalmajor Aaro Pajari, kapten Juho Pössi, undersergeant Vilho Rättö 1945

- 18 Gustaf Mannerheim, marskalk, 7 oktober 1941, (fick samtidigt även Mannerheimkorset av 2:a klass)
- 48 Erik Heinrichs, infanterigeneral, 31 december 1944, (fick sitt 2: klass Mannerheimkors den 5 februari 1942)

### 2:a klassens Mannerheimkors, dubbelt promoverade
- 12 Aaro Pajari, generalmajor, 14 september 1941 och 16 oktober 1944
- 52 Martti Aho, överste, 1 mars 1942 och 16 oktober 1944
- 56 Ilmari Juutilainen, flygmästare, 26 april 1942 och 28 juni 1944
- 116 Hans Wind, kapten, 31 juli 1943 och 28 juni 1944

### 2:a klassens Mannerheimkors, 1941
- 1 Ruben Lagus, överste, 22 juli 1941
- 2 Paavo Talvela, generalmajor, 3 augusti 1941
- 3 Erkki Raappana, överste, 3 augusti 1941
- 4 Vilho Rättö, soldat, 3 augusti 1941
- 5 Antero Svensson, generalmajor, 16 augusti 1941
- 6 Oiva Tuominen, flygmästare, 18 augusti 1941
- 7 Juho Pössi, löjtnant, 29 augusti 1941
- 8 Valde Matias Sorsa, undersergeant, 1 september 1941
- 9 Eero Olavi Kivelä, kapten, 8 september 1941
- 10 Olli Remes, löjtnant, 12 september 1941
- 11 Aarne Blick, överste, 14 september 1941
- 13 Onni Olavi Mantere, korpral, 16 september 1941
- 14 Emil Pasanen, soldat, 26 september 1941
- 15 Veikko Kalevi Vehviläinen, undersergeant, 26 september 1941
- 16 Pentti Iisalo, fänrik, 1 oktober 1941
- 17 Taavetti Laatikainen, generalmajor, 3 oktober 1941
- 19 Simo Brofeldt, medicinalöverste, 7 oktober 1941
- 20 Eino Ilmari Mallila, sergeant, 7 oktober 1941
- 21 Kaarlo Heiskanen, överste, 7 oktober 1941
- 22 Einar Vihma, generalmajor, 12 oktober 1941
- 23 Antti Väinö Sokka, undersergeant, 12 oktober 1941
- 24 Tauno Toivi Savolainen, korpral, 12 oktober 1941
- 25 Valdemar Kosonen, undersergeant, 16 oktober 1941
- 26 Matti Varstala, fänrik, 16 oktober 1941
- 27 Ahti Heino. soldat, 19 oktober 1941
- 28 Torsten Erik Einar Korkkinen, fänrik, 19 oktober 1941
- 29 Arvo Pentti, löjtnant, 19 oktober 1941
- 30 Hans Olof von Essen, överstelöjtnant, 22 oktober 1941
- 31 Soini Armas Mikkonen, löjtnant, 22 oktober 1941
- 32 Oiva Vilho Rönkä, sergeant, 22 oktober 1941
- 33 Viljo Salminen, flygmästare, 5 november 1941
- 34 Paavo Armas Korpi, undersergeant, 13 november 1941
- 35 Tauno Viiri, kapten, 13 november 1941
- 36 Aarne Alfred Vuotilainen, undersergeant, 19 november 1941
- 37 Veikko Saarelainen, korpral, 19 november 1941
- 38 Eino Edvin Wenäläinen, korpral, 19 november 1941
- 39 Yrjö Alfons Tamminen, undersergeant, 19 november 1941
- 40 Albert Räsänen, löjtnant, 19 november 1941
- 41 Taavi Törmälehto, jägare, 19 november 1941
- 42 Viljo Laine, sergeant, 19 november 1941
- 43 Arvid Mikael Janhunen, korpral, 27 november 1941
- 44 Viljo Suokas, fältväbel, 13 december 1941
- 45 Verner Viikla, överste, 15 december 1941

### 2:a klassens Mannerheimkors, 1942
- 46 Toivo Häkkinen, major, 10 januari 1942
- 47 Jouko Hynninen, major, 14 januari 1942
- 49 Jorma Hämäläinen, löjtnant, 27 februari 1942
- 50 Ilmari Honkanen, löjtnant, 27 februari 1942
- 51 Pietari Autti, överste, 1 mars 1942
- 53 Teppo Taneli Hirvi-Kunnas, kornett, 20 april 1942
- 54 Paavo Elias Kahla, löjtnant, 26 april 1942
- 55 Rolf Winqvist, löjtnant, 26 april 1942
- 57 Jooseppi Moilanen, fältväbel, 15 maj 1942
- 58 Mikko Olavi Matilainen, korpral, 15 maj 1942
- 59 Yrjö Kilpinen, undersergeant, 15 maj 1942 (svenskspråkigt förband)
- 60 Valter Nordgren, överstelöjtnant, 15 maj 1942
- 61 Osmo Laakso, kapten, 19 maj 1942
- 62 Johannes Hartikainen, korpral, 19 maj 1942
- 63 Ahti Vuorensola, kapten, 19 maj 1942
- 64 Jaakko Jalmari Kolppanen, sergeant, 19 maj 1942
- 65 Sauli Kousa, översergeant, 5 juli 1942
- 66 Kaarle Kustaa Kari, överstelöjtnant, 5 juli 1942
- 67 Aarne Reino Ilmari Lukkari, major, 5 juli 1942
- 68 Lauri Skyttä, sergeant, 5 juli 1942
- 69 Lauri Nissinen, fänrik, 5 juli 1942
- 70 Feeli Johannes Isosomppi, sanitärsergeant, 17 juli 1942
- 71 Johan Aarne Einari Ahola, löjtnant, 17 juli 1942
- 72 Olavi Alakulppi, löjtnant, 17 juli 1942
- 73 Caj Toffer, kapten, 21 juli 1942
- 74 Reino Kalervo Korpi, löjtnant, 9 augusti 1942
- 75 Aaro Seppänen, löjtnant, 9 augusti 1942
- 76 Kaarlo Veikko Tapani Lehtonen, fänrik, 9 augusti 1942
- 77 Hugo Laukkanen, fältväbel, 9 augusti 1942
- 78 Johan Similä, korpral, 9 augusti 1942
- 79 Eino Penttilä, löjtnant, 19 augusti 1942
- 80 Eino Polón, överstelöjtnant, 23 augusti 1942
- 81 Paavo Koli, löjtnant, 23 augusti 1942
- 82 Leo Kojo, fältväbel, 23 augusti 1942
- 83 Kaarlo Kullervo Laitinen, sergeant, 23 augusti 1942
- 84 Lauri Kokko, löjtnant, 31 augusti 1942
- 85 Paavo Nuotio, fänrik, 31 augusti 1942
- 86 Ahto Sippola, fänrik, 31 augusti 1942
- 87 Arvo Mörö, översergeant, 31 augusti 1942
- 88 Paavo Lauri Matias Suoranta, översergeant, 31 augusti 1942
- 89 Toivo Johannes Ovaska, undersergeant, 31 augusti 1942
- 90 Auvo Herman Toivo Maunula, major, 8 september 1942
- 91 Yrjö Keinonen, kapten, 8 september 1942
- 92 Jorma Karhunen, kapten, 8 september 1942
- 93 Tor Robert Lindblad, löjtnant, 8 september 1942
- 94 Toivo Korte, fänrik, 8 september 1942
- 95 Tuomas Gerdt, sergeant, 8 september 1942
- 96 Albert Puroma, överste, 18 oktober 1942
- 97 Sulo Eero Laaksonen, överste, 6 november 1942
- 98 Veikko Karu, kapten, 6 november 1942
- 99 Antti Vorho (Vallebro), 6 november 1942
- 100 Toivo Kaarlo Manninen, sergeant, 6 november 1942
- 101 Paavo Paajanen, undersergeant, 6 november 1942
- 102 Arvid Nordin, undersergeant, 6 november 1942
- 103 Claës Winell, generalmajor, 12 december 1942

### 2:a klassens Mannerheimkors, 1943
- 104 Jouko Olavi Kaarlo Arho, kommendörkapten, 8 mars 1943
- 105 Osmo Kivilinna, kaptenlöjtnant, 8 mars 1943
- 106 Rolf Birger Ek, kapten, 8 mars 1943
- 107 Niilo Juhani Korhonen, löjtnant, 8 mars 1943
- 108 Toimi Ovaskainen, militärmästare, 8 mars 1943
- 109 Harald Storbacka, fältväbel, 8 mars 1943
- 110 Einar Schadewitz, översergeant, 10 februari 1943
- 111 Jouko Pirhonen, kaptenlöjtnant, 4 juni 1943
- 112 Veikko Kullervo Leskinen, löjtnant, 4 juni 1943
- 113 Leevi Veli Moisander, fältväbel, 4 juni 1943
- 114 Arvi Anton Liikkanen, sergeant, 4 juni 1943
- 115 Eino Laisi, korpral, 4 juni 1943
- 117 Timo Johannes Puustinen, major, 1 augusti 1943
- 118 Kaarlo Heikki Nykänen, löjtnant, 1 augusti 1943
- 119 Onni Henrik Määttänen, fältväbel, 1 augusti 1943
- 120 Mikko Pöllä, översergeant, 1 augusti 1943
- 121 Oiva Olavi Tuomela, sergeant, 1 augusti 1943
- 122 Unto Oksala, flygmästare, 21 november 1943
- 123 Lauri Heino, sergeant, 21 november 1943
- 124 Sakari August Sandroos, korpral, 21 november 1943
- 125 Erkki Matias Korpi, soldat, 21 november 1943

### 2:a klassens Mannerheimkors, 1944
- 126 Kauno Josef Vilhelm Turkka, överstelöjtnant, 16 januari 1944
- 127 Eino Luukkanen, major, 18 juni 1944
- 128 Auno Kuiri, överstelöjtnant, 19 juni 1944
- 129 Gustaf Magnusson, överstelöjtnant, 26 juni 1944
- 130 Armas-Eino Martola, generalmajor, 26 juni 1944
- 131 Lennart Oesch, generallöjtnant, 26 juni 1944
- 132 Carl-Birger Kvikant, kapten, 26 juni 1944
- 133 Olli Aulanko, löjtnant, 26 juni 1944
- 134 Kauko Hans Villiam Tuomala, undersergeant, 27 juni 1944
- 135 Eero Kaarlo Olavi Leppänen, major, 27 juni 1944
- 136 Esko Kausti, löjtnant, 1 juli 1944
- 137 Eino Hjalmar Kuvaja, major, 4 juli 1944
- 138 Eero Seppänen, soldat, 4 juli 1944
- 139 Gregorius Ekholm, löjtnant, 9 juli 1944
- 140 Eino Kiiveri, korpral, 9 juli 1944
- 141 Heikki Kärpänen, undersergeant, 9 juli 1944
- 142 Urho Sakari Lehtovaara, flygmästare, 9 juli 1944
- 143 Veikko Eerikki Toivio, major, 9 juli 1944
- 144 Lauri Törni, löjtnant, 9 juli 1944
- 145 Ville Väisänen, korpral, 12 juli 1944
- 146 Eino Ripatti, fänrik, 12 juli 1944
- 147 Erkki Olavi Oinonen, översergeant, 18 juli 1944
- 148 Asser Ensio Puolamäki, översergeant, 18 juli 1944
- 149 Toivo Nikolai Honkaniemi, löjtnant, 20 juli 1944
- 150 Martti August Nurmi, översergeant, 23 juli 1944
- 151 Tauno Ilmari Paronen, kapten, 22 augusti 1944
- 152 Martti Miettinen, överstelöjtnant, 2 oktober 1944
- 153 Arvo Emanuel Veikkanen, översergeant, 2 oktober 1944
- 154 Toivo Kirppu, undersergeant, 2 oktober 1944
- 155 Toivo Osmo Ilomäki, korpral, 2 oktober 1944
- 156 Pentti Pekka Valkonen, major, 7 oktober 1944
- 157 Wolf H. Halsti, överstelöjtnant, 16 oktober 1944
- 158 Vilho Jalo Kalervo Loimu, överstelöjtnant, 16 oktober 1944
- 159 Aksel Airo, generallöjtnant, 18 november 1944
- 160 Kustaa Tapola, generalmajor, 18 november 1944
- 161 Rudolf Walden, infanterigeneral, 2 december 1944
- 162 Adolf Ehrnrooth, överste, 4 december 1944
- 163 Alpo Marttinen, överste, 4 december 1944 (svenskspråkigt förband)
- 164 Arvo Ahola, major, 21 december 1944
- 165 Allan Anttila, sergeant, 21 december 1944
- 166 Mikko Johannes Anttonen, sergeant, 21 december 1944
- 167 Väinö Hämäläinen, sergeant, 21 december 1944
- 168 Tauno Iisalo, kapten, 21 december 1944; se även Pentti Iisalo
- 169 Esa Ukko Karjalainen, fältväbel, 21 december 1944
- 170 Nils Edvard Katajainen, fältväbel, 21 december 1944
- 171 Timo Koivu, löjtnant, 21 december 1944
- 172 Eino Laihiala, löjtnant, 21 december 1944
- 173 Aapo Aulis Lehtikangas, översergeant, 21 december 1944
- 174 Vilho Antero Pikkarainen, översergeant, 21 december 1944
- 175 Risto Olli Petter Puhakka, kapten, 21 december 1944
- 176 Jaakko Esko Rytöniemi, korpral, 21 december 1944
- 177 Aarne Kaarle Valtteri Salonen, sergeant, 21 december 1944
- 178 Valter Sipiläinen, soldat, 21 december 1944
- 179 Tauno Suhonen, korpral, 21 december 1944
- 180 Pauli Veikko Tanttu, korpral, 21 december 1944
- 181 Viljo Ilmari Vyyryläinen, undersergeant, 21 december 1944
- 182 Lauri Äijö, löjtnant, 21 december 1944
- 183 Hjalmar Siilasvuo (född Strömberg), generallöjtnant, 21 december 1944

### 2:a klassens Mannerheimkors, 1945
- 184 Vilho Nenonen, artillerigeneral, 8 januari 1945
- 185 Antti Vilho Valmis Voitto Hänninen, major, 10 februari 1945
- 186 Jouko Paavo Olli Kiiskinen, kapten, 10 februari 1945
- 187 Toivo Johannes Korhonen, löjtnant, 10 februari 1945
- 188 Kaarlo Olavi Linnakko, löjtnant, 10 februari 1945
- 189 Kaarlo Viljam Kajatsalo (Salo), kaptenlöjtnant, 10 februari 1945
- 190 Kauko Johannes Vilanti, kapten, 10 februari 1945
- 191 Viljo Laakso, överstelöjtnant, 7 maj 1945